# 艾美奖
艾美獎（英語：Emmy Award）是美國一項用於表彰其電視工業傑出人士和節目的獎勵，其重要程度等同於電影界的奧斯卡金像獎（英語：Academy Award）、音樂界的葛萊美獎（英語：Grammy Awards）以及戲劇界的東尼獎（英語：Tony Award）。
因為艾美獎需要表彰電視工業的不同領域，因此艾美獎就在每年的不同時期舉辦不同領域的年度頒獎儀式。其中備受媒體關注的是黃金時段艾美獎和日間時段艾美獎，它們分別表彰美國電視黃金時段和日間時段的優秀節目。而其他的艾美獎還包括對全國性體育節目、全國性新聞及紀錄片節目和全國商業及財經節目的表彰，以及對電視工業在技術和工程方面成就的獎勵。同時還有區域性艾美獎，它們被用於表彰美國諸州地方性或全州性非聯播時段的優秀電視節目。除此之外，還有國際艾美獎用於表彰那些非美國首播的電視節目。
艾美獎是由三個相關但彼此獨立的機構各自負責一部分頒獎儀式，它們是：電視藝術及科學學院、國家電視藝術及科學學院和國際電視藝術及科學學院。

## 歷史
这个奖最初稱為，是（正析像管）的俗稱，而後因諧音改名為。
總部位於洛杉磯的電視藝術與科學學院（ATAS）設立了艾美獎，作為形象塑造和公共關係的一部分。第一次艾美獎頒獎典禮於1949年1月25日在好萊塢體育俱樂部舉行，當時主要表彰洛杉磯地區本地製作和播出的節目。雪莉‧丁斯代爾（Shirley Dinsdale）在首屆頒獎典禮上榮獲首屆艾美獎最傑出電視人物獎。
1950年代，ATAS 將艾美獎擴展為全國性活動，以表彰在全美廣播電視上播出的節目。 1955年，國家電視藝術與科學學院（NATAS）在紐約成立，作為服務東海岸會員的姊妹組織。儘管ATAS 繼續舉辦專門表彰洛杉磯地區本地節目的儀式，NATAS 在美國其他地區建立了區域分會，每個分會都設立了自己的地方艾美獎頒獎典禮。
最初，每年只舉辦一次艾美獎頒獎典禮，以表彰在全美全國播出的節目。 1974年，首次舉辦了日間时段艾美獎頒獎典禮，專門表彰全國日間節目的成就。此後，其他特定領域的艾美獎活動也相繼出現。此外，國際艾美獎於1970年代初設立，旨在表彰在美國境外製作並首次播出的電視節目。
1977年，由於各種衝突，ATAS和NATAS斷絕了關係。雙方同意共享艾美獎雕像和商標的所有權，並各自負責管理各自特定的頒獎活動。
隨著1980年代有線電視的興起，有線電視節目於1988年首次獲得黃金時段艾美獎的資格，並於1989年獲得日間时段艾美獎的資格。
2021年12月，ATAS和NATAS宣布對國家艾美獎頒獎典禮進行重大調整，以應對串流媒體電視節目的增長，這一變化模糊了確定哪些節目屬於日間或黃金時段的界限。

## 儀式

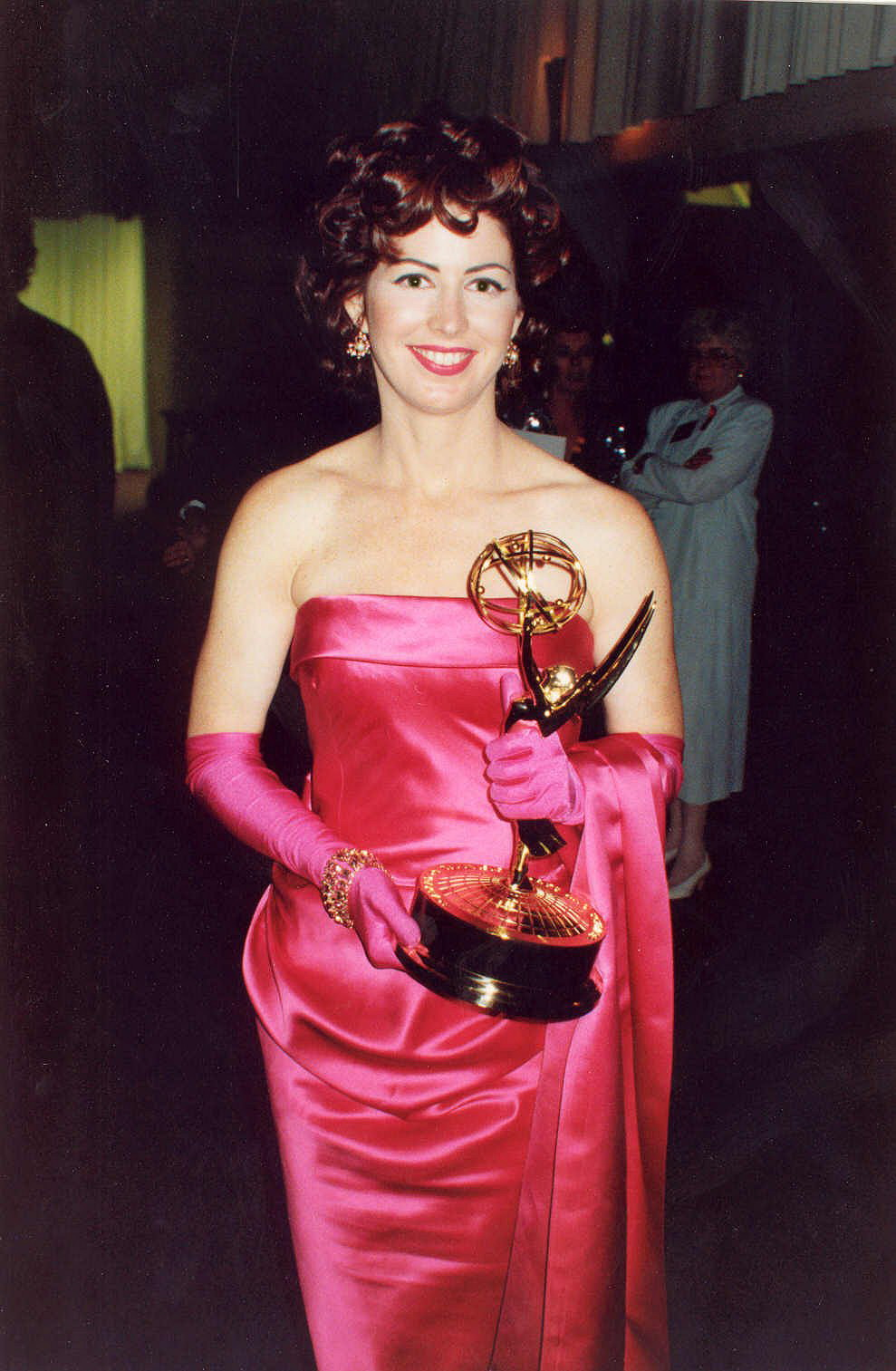
女演員黛娜·狄蘭妮手捧艾美獎
（攝於1992年，榮獲兩屆艾美獎劇情類最佳女主角）

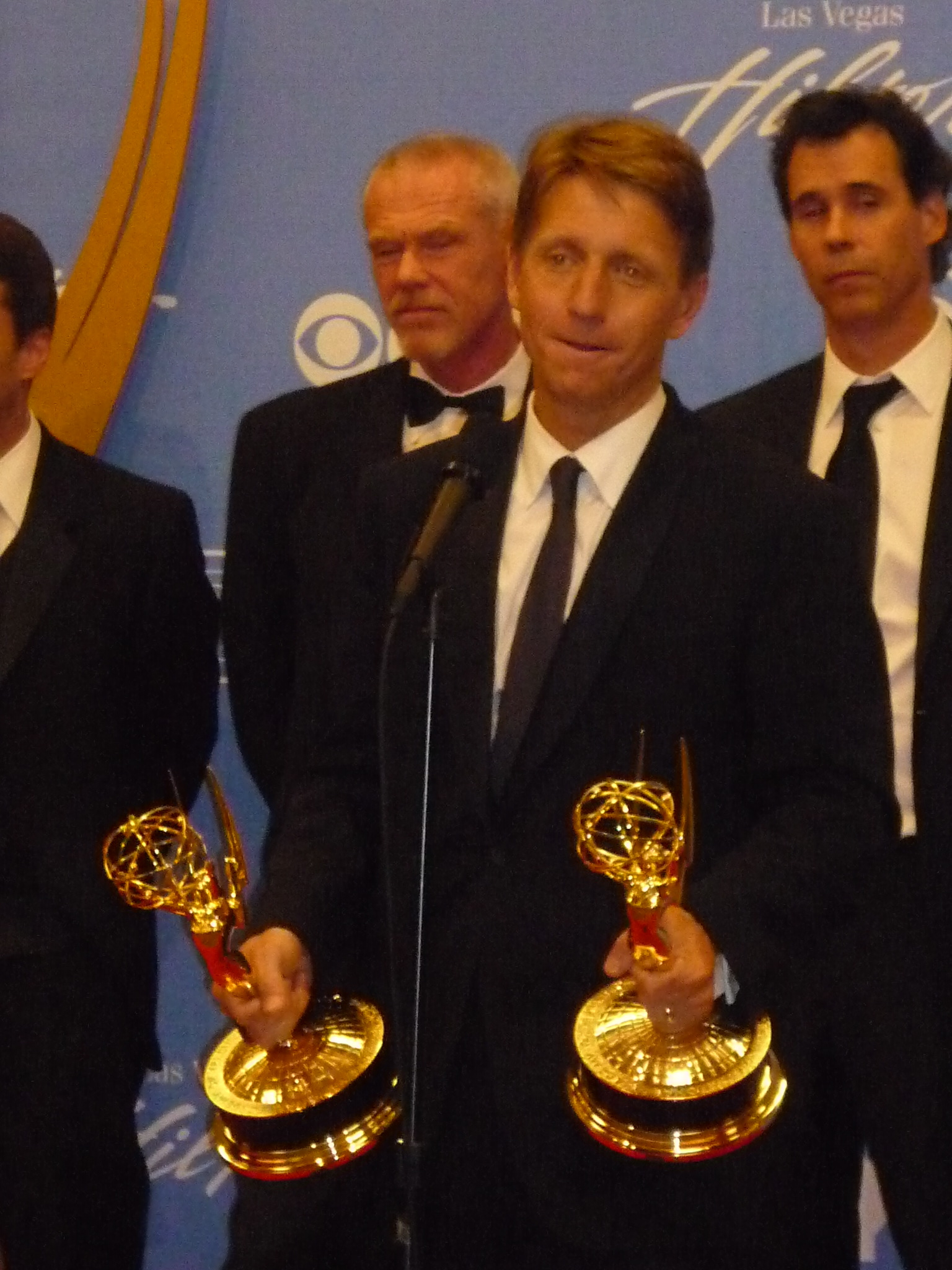
電視製片人及編劇布萊德利·貝爾榮膺艾美獎（攝於2010年）

艾美獎每年都會例行舉辦各類頒獎儀式，以表征全國性或地區及地方性卓越電視節目，或是不同領域的優秀電視節目。每個艾美獎表彰儀式都有自己的一套提名和表決程序，同時對於評委們也有不同的規定。每個不同的表彰儀式都有各自的獎勵類別，即使有一部分是有相似或相同的名字，可它們的提名方式並不一樣。
一般來說，同一個節目不能進入不同的艾美獎表彰儀式。例如，一個聯播節目有可能獲得黃金時段艾美獎或日間時段艾美獎的提名，但不可能同時被提名。此外，按照通常的規定，如果要參與全國性艾美獎的角逐就必須保證該節目至少被50%的美國家庭收看過；低於這個比例將進入到區域性艾美獎。
無論哪個儀式的艾美獎都至少有一個獲獎者，他們被統稱為“艾美獎獲獎者（Emmy Winner）”。

### 日程表
2014年舉行的各主要艾美獎頒獎典禮日程如下：
- 1月9日——第65屆技術工程艾美獎；
- 5月6日——第35屆體育節目艾美獎；
- 6月22日——第41屆日間時段艾美獎；
- 8月25日——第66屆黃金時段艾美獎；
- 9月30日——第35屆新聞及紀錄節目艾美獎；
- 11月24日——第42屆國際艾美獎。

### 黃金時段艾美獎
黄金时段艾美奖作为对于美国黄金时段相关电视节目的认可而颁发。颁奖典礼通常在秋季电视档期开始前，每年的九月中旬周日举办，目前在ABC、CBS、NBC和Fox播放。一些颁发给幕后制作人员的奖项，比如：艺术指导、服装设计、摄像师、演员指导和声音编辑等。类别奖项会在单独的创新艺术艾美奖典礼上稍早几天後颁发。
黄金时段艾美奖由ATAS的成员举办并投票。对于大多数的分项，来自ATAS每个单独分支的成员会在六月中旬投票决定每个分支相对应分项的提名名单。但是对于最佳电视节目分项，所有的成员都可以进行投票。决定最终获奖者的投票在八月举行。
除此之外，ATAS也颁发黄金时段工程艾美奖给个人、公司或者科学技术组织，以作为对于电视业工程技术方面的发展做出杰出贡献的认可。这其中就包括公司成就奖，颁发给长时间巨大地影响了电视的状态以及播送工程的公司作为荣誉。这些奖项会在它们自己单独的典礼上晚于黄金时段艾美奖一个月颁发，并且独立于NATAS的技术和工程艾美奖。

### 新聞及紀錄節目艾美獎
新聞及紀錄節目艾美獎是用於表彰那些卓越的新聞節目和紀錄節目，頒獎典禮通常在每個秋季舉行。
新聞及紀錄節目艾美獎是由同行評審的方式進行票選的。國家電視藝術與科學學院徵集那些在全國級新聞節目或紀錄節目中資深的記者、編輯或製片人出任評委。該獎的大多數獎項的決出需要兩輪投票，每輪都由不同的評選小組進行投票。排名在前面幾位的節目將獲得“提名”，而最終得票最高的節目將在頒獎典禮上以“獲獎者”身份被公佈。

### 技術工程艾美獎
技術工程艾美獎主要頒發給個人、公司或科研機構，以表彰其在推動電視技術或工程進步方面的貢獻。該獎項是由國家電視藝術及科學學院下屬一個特殊的小組負責評選，該小組由資深的權威電視工程師組成。

### 地方性艾美獎
針對全美最主要的電視收視市場，艾美獎共計有20個地方性艾美獎來表彰這些製作卓越的地方性新聞欄目或其他節目。其中19個地方性艾美獎由國家電視藝術與科學學院負責頒發，剩下一個則由位於洛杉磯的電視藝術與科學學院頒發。
一般來說，一檔節目如果在美國本土被低於50%的家庭收看過，那麼就屬於地方性艾美獎的評選範疇；一旦超過50%則必須進入全國性艾美獎的評選範疇。
地方性艾美獎是國家電視藝術與科學學院或電視藝術與科學學院在當地電視的幫助下，來獲取那些值得表彰節目的名單。與全國性艾美獎一樣，區域性艾美獎一樣有嚴格的提名和票選程序。特別成立的委員會將確保提名節目的高標準。一旦節目被選中，它們將進入不同的專業評審小組進行票選，以決出最後的提名名單。在最終的投票環節里，計票工作將交給當地具有資質的會計事務所負責。不管是全國性艾美獎還是地方性艾美獎，最終的獲獎者都會承認是“艾美獎獲獎者”。
本來地方性艾美獎僅僅是為了表彰地方性新聞節目；但時至今日，所有沒有被全國50%以上收視家庭觀看過的節目均可進入地方性艾美獎評選範疇。
| 名稱                     | 覆蓋區域                                                                     |
| ------------------------ | ---------------------------------------------------------------------------- |
| 新英格蘭地區艾美獎       | 緬因州、馬薩諸塞州、新罕布什爾州、羅得島州、佛蒙特州及康涅狄格州大多數地區。 |
| 芝加哥及中心部地區艾美獎 | 印第安那州、威斯康辛州和伊利諾伊州的部份地區。                               |
| 中心地區艾美獎           | 科羅拉多州、內布拉斯加州、堪薩斯州、俄克拉何馬州及懷俄明州部份地區。         |
| 孤星地區艾美獎           | 德克薩斯州及新墨西哥州部份地區。                                             |
| 洛杉磯地區艾美獎         | 僅針對洛杉磯地區。                                                           |
| 大湖南區艾美獎           | 印第安那州、俄亥俄州和賓夕法尼亞州的部份地區。                               |
| 密歇根地區艾美獎         | 密歇根州                                                                     |
| 美國中部地區艾美獎       | 阿肯色州、愛荷華州和密蘇里州以及伊利諾伊州和路易斯安那州的部分地區           |
| 大西洋中部地區艾美獎     | 特拉華州、賓夕法尼亞州大部份地區及新澤西州和俄亥俄州的部份地區。             |
| 中南地區艾美獎           | 北卡羅來納州和田納西州。                                                     |
| 首都地區艾美獎           | 馬里蘭州、維吉尼亞州和華盛頓特區。                                           |
| 紐約地區艾美獎           | 紐約州以及康涅狄格州和新澤西州的部份地區                                     |
| 西北地區艾美獎           | 阿拉斯加州、愛達荷州、蒙大拿州、俄勒岡州和華盛頓州。                         |
| 俄亥俄河谷地區艾美獎     | 肯塔基州、西弗吉尼亞州以及印第安納州和俄亥俄州的部分地區                     |
| 太平洋西南地區艾美獎     | 南加州大部份地區和內華達州部份地區。                                         |
| 落基山地區艾美獎         | 亞利桑那州、猶他州、新墨西哥州和懷俄明州的大部份地區以及南加州部份地區。     |
| 北加州地區艾美獎         | 北加州、夏威夷州及內華達州部份地區。                                         |
| 東南地區艾美獎           | 密西西比州、南卡羅來納州以及阿拉巴馬州和佐治亞州的大部份地區。               |
| 南岸地區艾美獎           | 佛羅里達州以及阿拉巴馬州、路易斯安那州和佐治亞州的部分地區。                 |
| 上中西部地區艾美獎       | 明尼蘇達州、北達科他州、南達科他州以及內布拉斯加州和威斯康星州的部分地區。   |

### 國際艾美獎
國際艾美獎由國際電視藝術及科學學院負責舉辦，用於表彰非美國首播的優秀電視節目。

### 大學電視獎
大學電視獎是用於表彰由大學學生製作完成的電視作品。全美的大學生所製作的喜劇、戲劇、新聞、紀錄片、音樂節目及劇集都可以參與評選。作品首先將由電視藝術及科學學院各自對應專業領域的成員評選，最後交由藍帶小組決出獲勝者。學生在報名時必須附上指導老師簽名的表格。

### 其他的艾美獎
- 商業及財經節目艾美獎
- 公共電視艾美獎：用於表彰公共電視服務及“推進共同利益”的節目。
- 鮑勃霍普人道主義獎（英语：Bob Hope Humanitarian Award）：由學院理事會頒發。
- 理事會獎：用於表彰個人、組織或公司製作的優秀節目，是學院最高獎。[16]

## 外部連結
- 艾美獎官方網站 （页面存档备份，存于）（英文）
- 艾美奖的Instagram帳戶（英文）